# خان أمين أباد
خان أمين‌ أباد (بالفارسية: کاروانسرای امین‌آباد) هو خان تاريخي يعود إلى عصر السلالة الصفوية، ويقع في مقاطعة شهرضا.